# T'choupi
T'choupi és un personatge de contes infantils, adaptat en dibuixos animats, creat pel francès Thierry Courtin i publicats per l'editorial francesa Nathan. El personatge va sorgir del naixement del seu fill l'any 1992. El grafista, Thierry Courtin, va crear llavors un noi, mig pingüí i molt infantil que va anomenar “T'choupie”, que vindria a ser l'onomatopeia “txupi” en català. El primer dibuix animat que se'n va fer de la sèrie de llibres que es van editar fou responsabilitat de Jean-Luc François (l'any 2004). També se n'ha fet una adaptació per al teatre, responsabilitat de Robin Production i Les Armateurs. El dibuix constitueix actualment l'un dels personatges de l'imaginari infantil francès i, per extensió, dels països, en general, francòfons.